# Nicholas Murray Butler
Nicholas Murray Butler, född 2 april 1862 i Elizabeth, New Jersey, död 7 december 1947 i New York City, New York, var en amerikansk filosof, diplomat och politiker.
Butler blev 1884 filosofie doktor och 1890 professor i filosofi och pedagogik vid Columbia University. Mellan 1902 och 1945 var han universitetets rektor och ordförande för Carnegie Endowment for International Peace från 1925 till 1945. Butler deltog flitigt i politiken var 1912 republikanska partiets kandidat till vicepresident och föreslogs 1920 på partiets kongress till presidentkandidat.
Under första världskriget var han en stark motståndare till Tyskland, och var även motståndare till Briand–Kellogg-pakten och spritförbudet under förbudstiden.
Han mottog Nobels fredspris 1931 tillsammans med Jane Addams.